# Esteveta Manlleu

Esteveta Manlleu, també coneguda com a muller de Ramon de Manlleu (Barcelona, segle XIV - segle xv), fou una mestressa de casa catalana.

## Biografia
Esteveta estava casada amb Ramon de Manlleu, un mercader establert a Barcelona. Els Manlleu, si bé no eren una família rica, formaven part de la petita burgesia urbana i es podien permetre tenir una esclava o dues. L'any 1400 Esteveta era una dona encara relativament jove, tenia dos fills i una filla menors, però que ja estaven tots desmamats. Com de tantes altres dones en desconeixem els seus orígens, si bé tindria una certa preparació i experiència, sabia comptar perfectament i era capaç de moure un plet per tal d'evitar les discussions conjugals, degudes a les diferències de criteri sobre l'economia domèstica entre ella i el seu marit.
Segurament el que presentem no és realment un biografia, sinó un episodi de la vida d'una dona, però creiem que és prou significatiu per omplir una pàgina d'història de les dones. Esteveta tindria cura dels fills i de distribuir les nombroses tasques domèstiques que compartiria amb l'esclava que tenia. A més, com a les altres mestresses de casa, havia de governar la llar i gestionar l'economia domèstica. El seu marit aportava una quantitat anual de diners, o d'aliments, que ella havia d'administrar; cal tenir en compte que aquests ingressos no eren fixos, i a més, Ramon de Manlleu no compartia amb la dona els seus beneficis, sinó que aportava la part que creia suficient per atendre les necessitats familiars.
Les diferències s'havien fet insostenibles, de manera que el matrimoni portava mala vida; els amics van intentar posar pau entre la parella, van demanar a Esteveta que fes un pressupost i que l'estudiarien, i, tot i que Ramon el va rectificar, no va quedar content. Llavors van nomenar un àrbitre imparcial, un home bo que estudiés detingudament els números que havia presentat Esteveta i dictés una sentència arbitral, que s'obligaven ambdós a complir. L'àrbitre dictaminà que el pressupost presentat per Esteveta era correcte, tot el que hi havia era necessari; Ramon, per tant, es veuria obligat a aportar les quantitats reclamades per la seva dona.
De tota manera cal pensar que els problemes familiars no s'haurien acabat i Esteveta deuria patir altres llargues discussions sobre el tema, ja que la sentència només obligava Ramon a seguir el pressupost durant aquell any, entre el desembre de 1400 i el novembre de 1401.